# Alexandra Ívarsdóttir
Alexandra Helga Ívarsdóttir là một hoa hậu đến từ Iceland. Cô là Hoa hậu Iceland 2008 và đồng thời lọt vào Top 15 Hoa hậu Thế giới 2008 nhờ giành chiến thắng tại phần thi Hoa hậu Thể thao.

## Hoa hậu Thế giới 2008
Alexandra đoạt giải phụ Hoa hậu Thể thao trong khuôn khổ cuộc thi Hoa hậu Thế giới 2008. Qua đó, cô được đặc cách lọt thẳng vào top 15 người đẹp nhất đêm chung kết. Kết quả chung cuộc, cô dừng bước ở top 15.
Thành tích của Alexndra là một trong số hiếm những thành tích sắc đẹp mà Iceland đạt được trong thập niên 2000. Năm 2005, Iceland đăng quang Hoa hậu Thế giới với người đẹp Unnur Birna Vilhjálmsdóttir và 3 năm sau đó lọt vào top 15 tại cùng cuộc thi.